# Алвиг фон Зулц
Алвиг фон Зулц също Алвиг II фон Зулц (на немски: Alwig von Sulz, Alwig II von Sulz) е граф на Зулц, ландграф в Клетгау (1565 – 1572), господар на Вадуц, Шеленберг-Блуменег, императорски съветник, хауптман и фогт, губернатор в Горен Елзас.

## Биография
Роден е около 1530 година. Той е син на граф Йохан Лудвиг I фон Зулц († 1547) и съпругата му Елизабет фон Цвайбрюкен-Лихтенберг († 1575), дъщеря на граф Райнхард фон Цвайбрюкен, господар на Цвайбрюкен-Бич-Лихтенберг († 1532) и вилдграфиня Анна фон Даун († 1541). Брат е на Вилхелм († 1565), Рудолф († 1552) и Маргарета († 1568), омъжена за Айтелфриц фон Лупфен ландграф фон Щюлинген († 1567).
Той расте в Мадрид в двора на Карл V и затова знае испански език. След завръщането му от Испания той се жени на 7 декември 1556 г. за графиня фон Барбара Хелфенщайн-Визенщайг (* 25 май 1534; † 22 септември 1573), дъщеря на граф Улрих X фон Хелфенщайн и Катарина фон Зоненберг.
През 1565 г. след смъртта на двамата му бездетни по-големи братя, той поема управлението на господството. От ерцхерцог Фердинанд той получава титлата императорски съветник, хауптман и фогт на Горен Елзас.
Алвиг умира на 4 януари 1572 г. в Ензисхайм в Елзас. Погребан е в криптата на църквата в Тинген в Баден-Вюртемберг.

## Фамилия
Алвиг фон Зулц се жени на 7 декември 1556 г. във Визенщайг за графиня Барбара фон Хелфенщайн-Визенщайг (* 25 май 1534; † 22 септември 1573), дъщеря на граф Улрих X фон Хелфенщайн († 1548) и Катарина фон Зоненберг († 1563). Те имат седем деца:
- Кристоф фон Зулц (* 23 октомври 1557, Наголд; † 4 август 1591, Раполтсбайлер), домхер в Страсбург
- Рудолф IV фон Зулц VII (* 13 февруари 1559, Наголд; † 5 май 1620, Тинген), граф на Зулц, ландграф в Клетгау (1583 – 1602), господар на Блуменег, женен I. на 7 юни 1583 г. в Тинген за фрайин Барбара фон Щауфен († 1604/1605), II. на 21 ноември 1605 г. за шенка Агата фон Лимпург (* 17 ноември 1561; † 6 август 1623)
- Георг фон Зулц (* 14 октомври 1561, Вадуц; † 18 април 1562)
- Карл Лудвиг фон Зулц (* 9 юли 1568 в Тинген; † 29 септември 1616, Трино, Италия), граф на Зулц, ландграф в Клетгау, господар на Вадуц, Шеленберг-Вутентал, женен I. на 9 октомври 1585 г. в замък Харденбург за Доротея Катарина фон Сайн (* 16 май 1562; † 1609), II. между 1 и 3 февруари 1616 г. за Мария фон Йотинген-Шпилберг (* 10 януари 1582; † 13 август 1647)
- Йохана фон Зулц (* 4 февруари 1562; † 30 юли 1625)
- Елизабет фон Зулц (* 9 март 1563/22 януари 1568; † 24 април 1601, Хайлигенберг), омъжена на 10 септември 1584 г. в Хайлигенберг за граф Фридрих фон Фюрстенберг-Хайлигенберг (* 9 май 1563; † 8 август 1617)
- Катарина фон Зулц (* 4 юни 1565, Инсбрук; † 1633)